# Selección de fútbol sub-17 de Malaui
La Selección de fútbol sub-17 de Malaui, conocida también como la Selección infantil de fútbol de Malaui, es el equipo que representa al país en la Copa Mundial de Fútbol Sub-17 y en el Campeonato Africano Sub-17, y es controlada por la Asociación de Fútbol de Malaui.

## Estadísticas

### Campeonato Africano Sub-17
- 1995 : No clasificó
- 1997 : No participó
- de 1999 a 2003 : No clasificó
- 2005 : No participó
- 2007 : No clasificó
- 2009 : Cuarto lugar
- 2011 : No participó
- 2013 : No clasificó
- 2015 : No participó
- de 2017 a 2023 : No clasificó

### Mundial Sub-17
- de 1985 a 1993 : No participó
- 1995 : No clasificó
- 1997 : No participó
- de 1999 a 2003 : No clasificó
- 2005 : No participó
- 2007 : No participó
- 2009 : Fase de grupos
- 2011 : No participó
- 2013 : No clasificó
- 2015 : No participó
- 2017 : No clasificó
- 2019 : No clasificó
- 2023 : No clasificó

## Jugadores destacados
- Luke Milanzi